# 沙皇

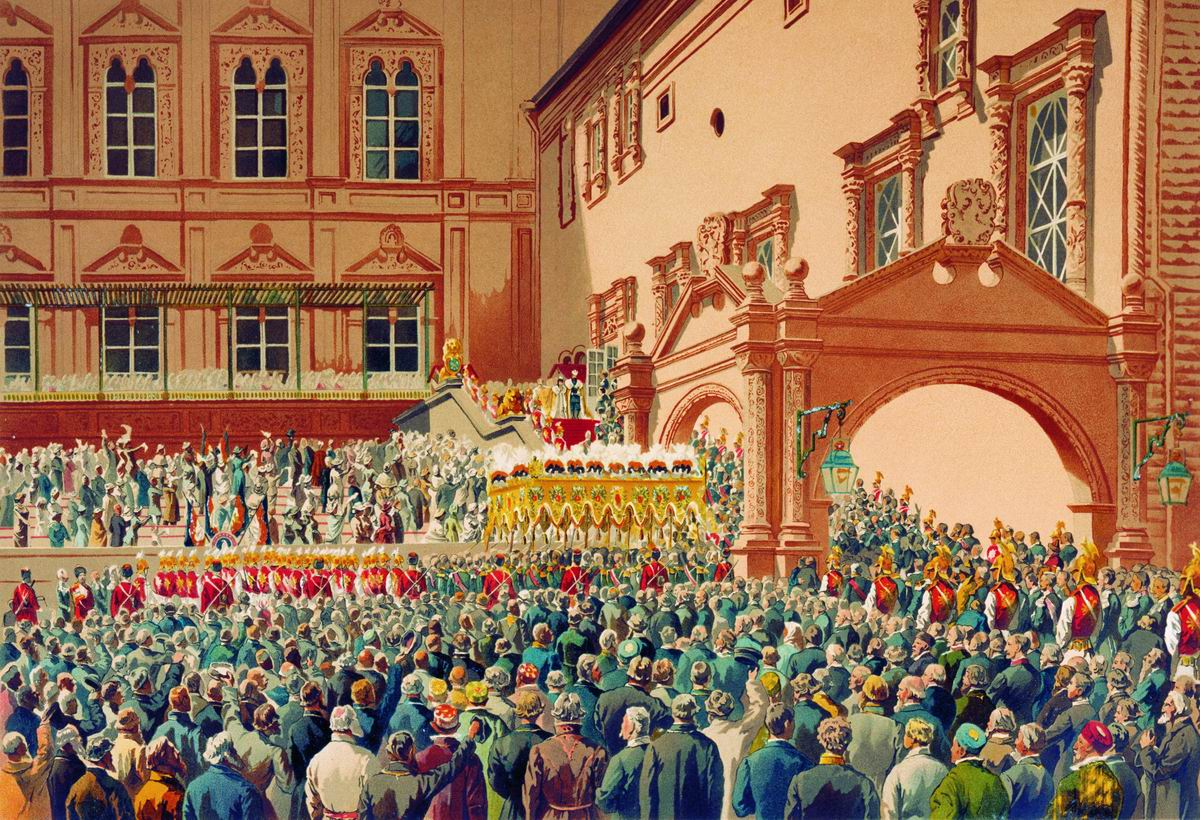
俄羅斯沙皇在克里姆林宮台前

沙皇（俄语：царь）是部分斯拉夫君主採用的頭銜，此字源於羅馬時期的拉丁語稱號「凱撒」，在中世紀時被視為與「皇帝」一詞擁有類同的地位，即與羅馬皇帝一樣，受他國皇帝或宗教領袖（如羅馬教宗或君士坦丁堡牧首）認許。此頭銜最先為保加利亞君主採用，後來在拜占庭帝國滅亡後由莫斯科公國承襲。在彼得大帝改以為「凱旋將軍與獨裁者」（俄語：Император и Самодержец）為主要稱號後，「沙皇」一詞在官方定義下改與「國王」同等，但民间和国外仍非正式地把俄國君主称为沙皇，甚至因其行徑把現代俄羅斯總統普京揶揄為“現代沙皇”。

## 詞源
沙皇一詞來自於古拉丁語caesar，或者古希臘語καῖσαρ的俄語轉寫цезарь，簡化後為царь，源自東羅馬皇帝的名號「凱撒」。
在清朝早期的漢文文書中，俄國君主被稱作“察罕汗”（或作「察漢汗」），轉譯自蒙古語（Цагаан Хаан），意為“白人的可汗”。

## 歷史

伊凡三世之璽（自1472年）

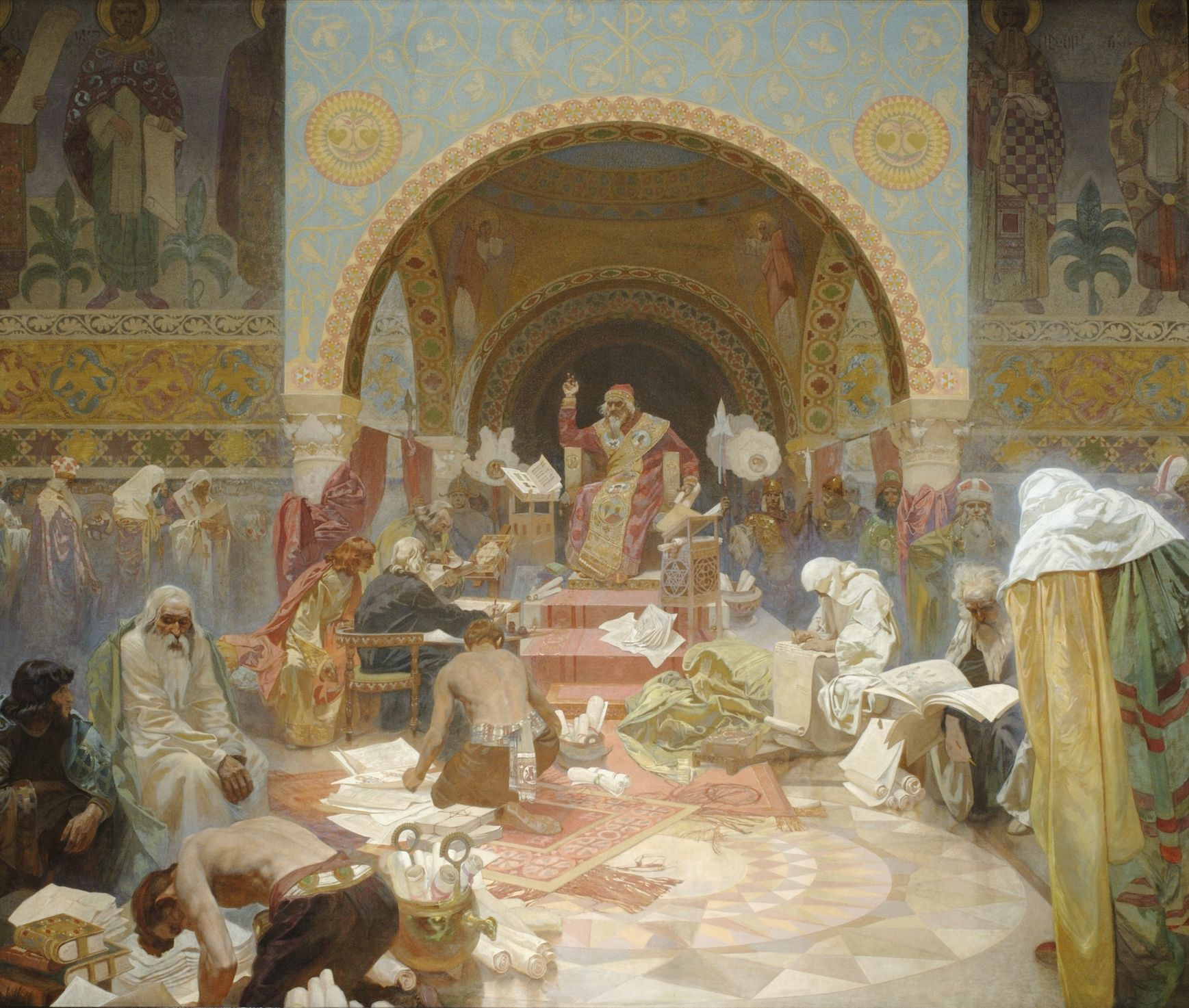
保加利亞第一帝國皇帝西美昂一世為第一位保加利亞沙皇，也是第一個擁有「沙皇」頭銜的人。

### 保加利亞
尽管保加利亚人最早接受“沙皇”这个称号，始于查士丁尼二世册封当时的保加利亚可汗捷尔维尔为“凯撒”，但以后的保加利亚可汗都放弃了这个称号，直到西美昂一世於913年取得對拜占庭帝國決定性的勝利後，效仿拜占庭帝国成例，自称为“保加利亚人与罗马人的皇帝与独裁者”，并将斯拉夫语化的“凯撒”，亦即“沙皇”，视作希腊语“皇帝”（巴西琉斯）的斯拉夫语翻译。以後的所有保加利亚繼承者皆沿用此一稱謂，直至1396年保加利亞被鄂圖曼帝國所統治。1878年，保加利亞脫離鄂圖曼土耳其統治，首位君主亞歷山大一世採用親王稱謂，但當保加利亞於1908年完全獨立後，他的繼承者斐迪南一世恢復沙皇稱謂，且一直至1946年帝制結束。

### 基輔羅斯
瓦西里二世奪得王位後，成為一位擴展莫斯科勢力的人----伊凡三世，人稱伊凡大帝。首先，他宣稱俄羅斯獨立於欽察汗國，並停止進貢給大汗。當然，這發生在大汗命名他為大親王以後。再來，伊凡征服了許多封地，進一步的擴展莫斯科的勢力。伊凡後來宣稱自己為所有俄羅斯人的領導，並娶了拜占庭帝國最後一位皇帝的姪女，為自己博取更多的正統性。他把自己的頭銜改為「沙皇」，也就是俄文的凱撒。基本上，他創造出第一次的中央集權俄羅斯國家，基於這成就他或許確實應得「大帝」的頭銜。

### 塞爾維亞
塞尔维亚历史上有两位君主正式使用“沙皇”（Czar）的头衔，而之前的君主头衔是国王（Krali）。1345年，斯特凡·烏羅什四世仿效拜占庭帝国成例，自称“塞尔维亚人与罗马人的皇帝与独裁者”，成为塞尔维亚的第一位沙皇，并于1346年复活节（4月16日），在斯科普里接受新当选的塞尔维亚牧首的加冕，同场主持加冕仪式的还有保加利亚牧首与奥赫里德大主教。同时，他的妻子保加利亚的伊琳娜也被加冕为皇后，而他的儿子则被声明具有国王的权力。杜尚于1355年死后，其子斯特凡·烏羅什五世继位为沙皇，而新沙皇的叔叔西美昂·乌罗什也在色萨利宣称皇位。在1370年西美昂死后，西美昂之子约翰·乌罗什继承了皇位宣称，直到他于1373年剃髮出家。
在塞尔维亚尼曼雅王朝于1371年绝嗣后，沙皇头衔被废除（尽管斯特凡·乌罗什四世·杜尚的遗孀保加利亚的伊琳娜仍保有“皇太后”的称号直到其死于1377年）。斯特凡·乌罗什五世帝国的主要继承者，馬其頓地區的塞尔维亚人统治者 Vukašin Mrnjavčević仅使用国王头衔，但与此同时，仍有数个塞尔维亚人统治者被称为“沙皇”，尽管一般并不认为他们是“塞尔维亚沙皇”。这些“沙皇”包括：沙皇拉扎尔（他实际使用autocrator，即“独裁者”头衔）；沙皇约翰·内纳德（自称但不被认可）；沙皇小斯德潘（在黑山自称“俄罗斯沙皇”）。
在奥斯曼帝国统治塞尔维亚的5个世纪里，苏丹们也经常被塞尔维亚人称为塞尔维亚沙皇，如在《塞尔维亚史诗》中。

### 俄羅斯
在中世纪的俄國，沙皇這個称号指最高统治者、特别是指拜占庭帝国的皇帝，而在1240年左右以后则指金帳汗國大汗。
1453年君士坦丁堡陷落，其後拜占庭末代皇帝君士坦丁十一世的姪女索菲娅·巴列奥略公主嫁給了當時的莫斯科大公伊凡三世。在她的影響下，同為東正教國家的莫斯科大公國為「第三羅馬」的主張在俄羅斯地區漸漸散播，莫斯科大公亦自認為是羅馬皇帝法統的繼承人，而自伊凡三世起，莫斯科大公以象徵拜占庭帝國榮耀的雙頭鷹標誌為徽章，对外则开始自称“全俄罗斯的沙皇与独裁者”。1547年1月16日伊凡四世正式加冕为沙皇。俄国历史上最后一任沙皇尼古拉二世于1917年退位。
在俄罗斯沙皇国时期，“沙皇”一词在俄语，与之前在保加利亚语以及塞尔维亚语一样，被视为希腊语“巴西琉斯”或拉丁语“Imperator”的俄语翻译，其证据可见于瓦西里三世致教宗克雷芒七世的国书中：俄语文本中的“全俄罗斯的沙皇与独裁者”，在拉丁语文本中被翻译为“Imperator et Dominator totius Russiae”（全俄罗斯的皇帝与统治者）。但自1721年起，彼得大帝改以皇帝（俄語：Император）為主要稱號後，「沙皇」一詞在官方定義下改與「國王」同等。

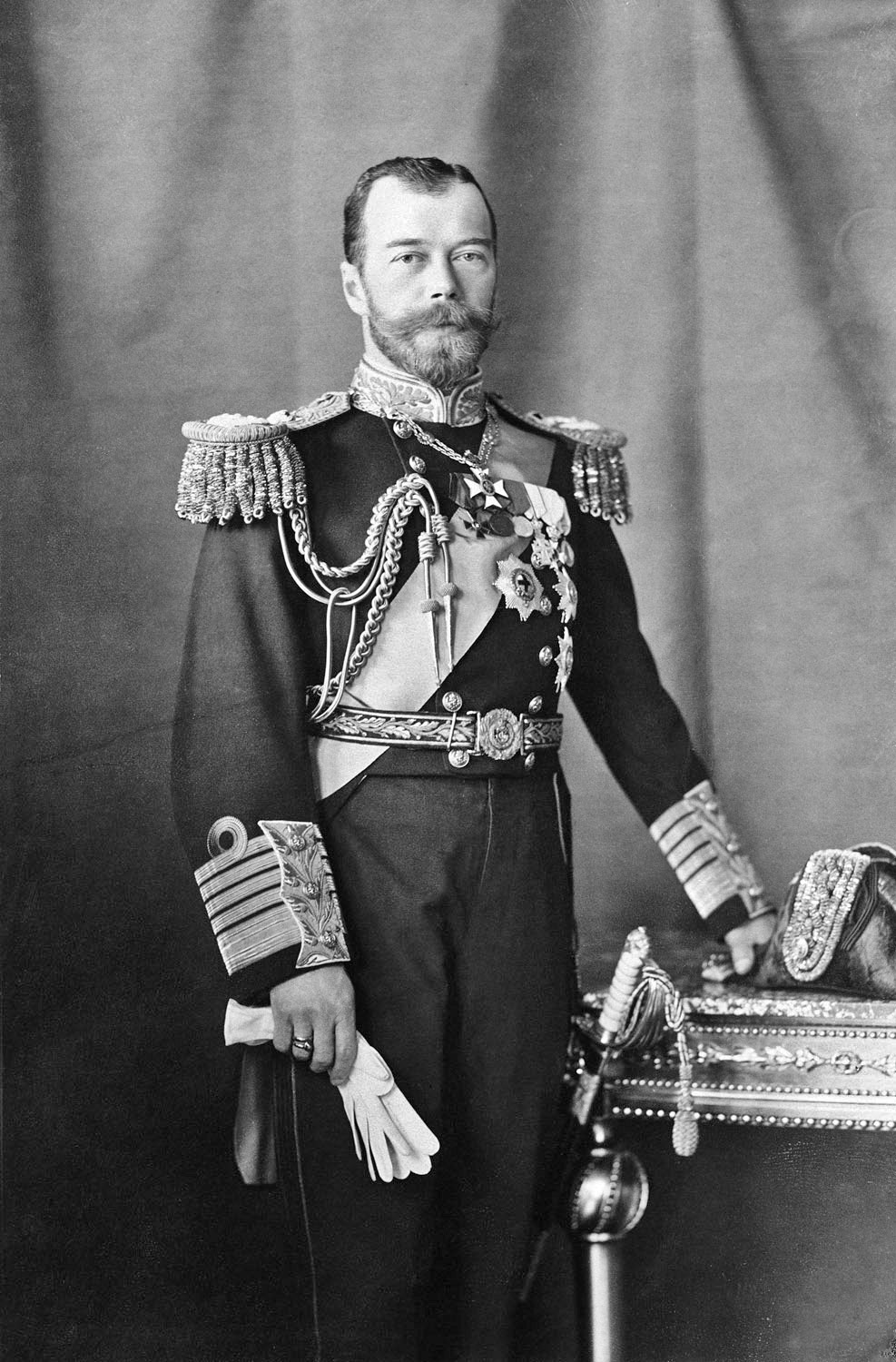
俄國沙皇尼古拉二世

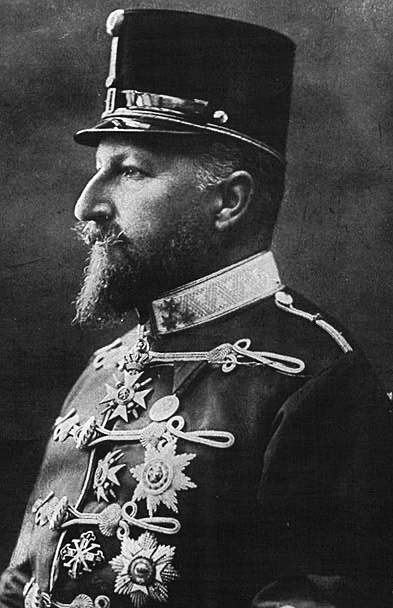
保加利亞沙皇斐迪南

根據1906年《俄羅斯帝國基本法》，俄罗斯帝国皇帝的头衔全称为：
|    | 蒙上帝恩典，全俄羅斯、莫斯科、基辅、弗拉基米尔、诺夫哥罗德的皇帝和独裁者，喀山沙皇，阿斯特拉罕沙皇，波兰沙皇，西伯利亚沙皇，陶立克克森尼索沙皇，格鲁吉亚沙皇，普斯科夫的领主，兼斯摩棱斯克、立陶宛、沃里尼亚、波多利亚和芬兰大公；爱沙尼亚、利沃尼亚、库尔兰和瑟米加利亚、萨莫吉希亚、比亚韦斯托克、卡累利阿、特维尔、尤格拉、彼尔姆、维亚特卡、保加尔以及其他区域的王公；下诺夫哥罗德的领主和大公，切尔尼戈夫、梁赞、波洛茨克、罗斯托夫、雅罗斯拉夫尔、别洛焦尔、乌多利亚、奥勃多利亚、孔迪亚、维捷布斯克、姆斯齐斯拉夫国君和所有北部区域的君主；伊比利亚、卡塔林尼亚、卡巴尔德尼亚土地和亚美尼亚区域的君主；切尔卡斯亚和山地王公及其他的世袭领主和统治者；突厥斯坦的君主；挪威王位继承人，石勒苏益格-荷尔斯泰因、施托尔曼、迪特马尔申和奥尔登堡公爵......。 |
| —— | |

## 曾採用此稱號的國家
- 保加利亞第一帝國（913年–1018年）
- 保加利亞第二帝國（1185年–1396年）
- 塞爾維亞帝國（1346年–1371年）
- 俄羅斯沙皇國（1547年–1721年，1721年改稱「皇帝」，但直至1917年仍被用作對部分統治地區的正式稱號）
- 保加利亞第三帝國（1908年–1946年）

首位採用此稱號的君主為保加利亞第一帝國的西美昂一世，而至今最後一位沙皇則是保加利亞王國的西美昂二世。

### 资料来源
- Michael and Natasha, The Life and love of the Last Tsar of Russia, Rosemary & Donald Crawford, Weidenfeld & Nicholson, London 1997. ISBN 0-297-81836-8
- George Ostrogorsky, "Avtokrator i samodržac", Glas Srpske kraljevske akadamije CLXIV, Drugi razdred 84 (1935), 95-187
- John V.A. Fine, Jr., The Early Medieval Balkans, Ann Arbor, 1983
- John V.A. Fine, Jr., The Late Medieval Balkans, Ann Arbor, 1987
- Robert O. Crummey, The Formation of Muscovy 1304–1613, New York, 1987
- David Warnes, Chronicle of the Russian Tsars, London, 1999
- Matthew Lang (Editor),  The Chronicle - $10 Very Cheap, Sydney, 2009/10